# Sunspot (cómic)
Sunspot (Roberto «Bobby» da Costa) —en español, Mancha Solar—, es un superhéroe brasileño que aparece en cómics estadounidenses publicados por Marvel Comics. El personaje se asocia más comúnmente con los X-Men, los Nuevos Mutantes, Fuerza-X, Los Vengadores y más. 
Sunspot es un mutante nacido en Río de Janeiro, Brasil, y posee la capacidad de absorber y canalizar la energía solar. Es idealista e impulsivo, pero es considerado un amigo cercano por parte de muchos de sus compañeros de equipo. Apareció inicialmente como un miembro importante del equipo júnior de los X-Men de la era de la década de 1980 y su reencarnación Fuerza-X. Más tarde se retiró de su carrera como Sunspot y obtuvo una enorme fortuna, lo que le permite comprar la organización Advanced Idea Mechanics, a la que rebautizó como Avengers Idea Mechanics. A partir de entonces operó opera bajo el alias de Ciudadano-V.
En cine, el actor Adan Canto interpretó al personaje en X-Men: días del futuro pasado (2014). Henry Zaga interpreta a un Sunspot más joven en la cinta Los Nuevos Mutantes (2020).

## Historial de publicaciones
Creado por el escritor Chris Claremont y el dibujante Bob McLeod, Sunspot apareció por primera vez en The New Mutants (septiembre de 1982), parte de la línea Marvel Graphic Novel.Inmediatamente después de esta aparición, se convirtió en parte del elenco regular de The New Mutants, como parte del supergrupo titular.
Fue miembro de los Vengadores en el relanzamiento de 2012 del título de The Avengers.
Sunspot es uno de los personajes principales en la serie U.S.Avengers.

## Biografía ficticia

### Origen
Sunspot es en realidad Roberto da Costa, un brasileño pardo, nacido y criado en Río de Janeiro. Es hijo del rico empresario Emmanuel da Costa, y la arqueóloga estadounidense Nina da Costa.En The New Mutants #7, su padre es descrito como un hombre enérgico y motivado que «creció [...] como un sirviente descalzo», y quien «para la edad de 20 años [ya era] millonario y para la edad de 30, una fuerza económica y política que no podía seguirse ignorando». La relación de Roberto y su padre se asemejaba más a mejores amigos que a padre e hijo. Sin embargo, Emmanuel empuja constantemente a su hijo a sobrepasar sus límites físicos e intelectuales. Gracias a los ánimos que le da su padre, Roberto se convirtió en la estrella de fútbol de la escuela, y fue considerado para los Juegos Olímpicos.
Poco antes de cumplir catorce años, Roberto estaba jugando un partido de fútbol con su equipo («los Rayos») en contra de sus acérrimos rivales, «los Dínamos». Los racistas integrantes de los Dínamos, atacaron a Roberto durante el juego, y en respuesta Roberto tomó el asunto en sus propias manos, iniciando una pelea en el campo. Mientras recibía una brutal golpiza, sus poderes mutantes se manifestaron de repente, transformándolo en una criatura de energía solar negra sólida. Sorprendidos y aterrados, la gente abandonó el estadio, y sólo su novia, Juliana Sandoval, se negó a abandonarlo.

### Nuevos Mutantes
En cuestión de días, una facción anti-mutante liderada por el cíborg Donald Pierce, el Alfil Blanco del Club Fuego Infernal, secuestra a Juliana para atraer a Roberto hacia una trampa. Roberto se enfrenta a los secuestradores, pero es derrotado cuando se agotan sus reservas de poder. Otros mutantes, Karma y Danielle Moonstar (Psiqué), lo rescatan. En el curso de la batalla siguiente, Juliana sacrifica su vida por Roberto, atravesándose a una bala dirigida a él.
Roberto se une a Karma y Psiqué para perseguir a Pierce. Luego se les une Wolfsbane y, tras la batalla, Sam Guthrie (Bala de Cañón), uno de los mercenarios arrepentidos de Pierce, a pesar de las reservas de los demás. El Profesor Charles Xavier se ofrece a entrenar a los cinco adolescentes para que aprendan a controlar sus poderes mutantes nacientes. Aceptan y se convierten en los miembros fundadores de los Nuevos Mutantes, un grupo junior de X-Men. Si bien las intenciones del Profesor X eran que solo fueran estudiantes, a lo largo del curso de la serie de los Nuevos Mutantes, crecen hasta convertirse en superhéroes y viajan al espacio exterior, Asgard, y el Amazonas, así como al pasado y al futuro. Durante su permanencia con los Nuevos Mutantes, él y Sam se convierten en los mejores amigos. 
Sunspot se reunió en algún momento con sus padres, y luego con los Nuevos Mutantes durante una visita a Nova Roma. Algún tiempo después, Sunspot y Wolfbane son inyectados con el medicamento que ayudó a crear a Cloak and Dagger y se convirtió temporalmente en un monstruo.Luego se enfrenta a la Reina Blanca y sus Hellions por primera vez. Posteriormente es secuestrado y obligado a servir como uno de los Gladiadores.En otra aventura con los Nuevos Mutantes, visita Asgard.Junto con los Nuevos Mutantes, se enfrenta al padre de Warlock, el Magus.También se enfrenta a Cameron Hodge y su organización antimutante Right,Con y luego a la Freedom Force.También se enamoró de la alienígena Gosamyr.

### Fuerza-X
Cuando el antihéroe viajero del tiempo Cable se hace cargo de los Nuevos Mutantes y los convierte en el grupo paramilitar Fuerza-X, Sunspot se separó del equipo. En ese momento, el padre de Sunspot, Emmanuel, es asesinado, aparentemente por Cable. Durante este tiempo, Sunspot cae bajo la tutela del villano Gideón, uno de los de los Externals, y antiguo socio de Emmanuel. Ante la sospecha de que Sunspot era también un External, Gideon lo manipula contra Cable.Gideón experimenta con Sunspot, otorgándole nuevos poderes como volar o la habilidad de disparar rayos de energía solar.En realidad, Gideon es el verdadero asesino de Emmanuel, pero Roberto lo ignora. Más tarde, Gideon descubre que el verdadero chico External que buscaba, era Bala de Cañón, y se vuelve contra Sunspot, confesándole la verdad. Finalmente, es rescatado por Fuerza-X, y se une al equipo.
Durante un tiempo, Sunspot se pierde en el continuo espacio-tiempo tras interferir con los poderes de teletransportación de Locus. Durante este tiempo, un villano llamado Reignfire llega a la escena, mostrando una apariencia similar a Sunspot.

### Reignfire
El misterioso villano Reignfire,aparece tras la misteriosa desaparición de Sunspot en X-Force # 28 (1993), y asume el comando del Frente de Liberación Mutante (FLM) por la fuerza. Dani Moonstar, que se ha infiltrado en el FLM, ve a Reignfire sin su máscara y cree que es Sunspot.Las sospechas se ven confirmadas cuando en una batalla con Fuerza-X, Reignfire se quita la máscara para revelar el rostro de Sunspot. El momento es interrumpido por la Era de Apocalipsisy cuando la realidad es restaurada, Cable 'cura' a Sunspot, erradicando a Reignfire de su cuerpo,y transfiriéndole un poco de su conocimiento askani, lo que permite a Sunspot hablar la lengua askani y usar sus técnicas de meditación. Todo parece ir bien hasta que Fuerza-X, se entera de que alguien similar a Sunspot ha atacado y secuestrado a la mutante Skids. Tras una investigación se descubre que Reignfire está vivo y separado de Sunspot, y por tanto Reignfire es en realidad un simbiote, una construcción de protoplasma celular inyectado con la sangre de Sunspot, y que se había modelado a partir de Roberto. Reignfire es esencialmente un clon maligno de Sunspot. Poco después de esta historia, Reignfire es derrotado cuando Sunspot absorbe sus poderes, reduciéndolo a su estado protoplásmico original que es luego capturado por S.H.I.E.L.D.

### Club Fuego Infernal
Más tarde, durante su paso por Fuerza X, Roberto es contactado por Selene, la Reina Negra del Club Fuego Infernal. Le ofrece a Roberto la posición de su difunto padre, Emmanuel, en el círculo interno del Club, ya que los lugares son hereditarios. Selene promete a Roberto resucitará a Juliana si se une a ella y él accede. Selene trae de vuelta el espíritu de Juliana, pero puesto en el cuerpo de una niña comatosa. Posiblemente porque se sentía obligado a cumplir su promesa, Roberto decide quedarse, convirtiéndose en la Torre Negra del Club. Roberto intenta ponerse en contacto con la resucitada Juliana, pero al ver que ella no recuerda nada de su vida anterior, decide no insistir.
Más tarde, Roberto reaparece en la serie X-Treme X-Men como el jefe de la rama de Los Ángeles de la X-Corportion, junto con Magma y el ex-hellion Émpata.Los vínculos de Roberto con el Club Fuego Infernal no han terminado del todo, pues Sebastian Shaw, quien se ha convertido en el nuevo Lord Imperial del Club, designa a Sunspot como nuevo Rey Negro. Shaw afirma que intenta convertir al Club en una fuerza para el bien, por lo que Roberto acepta, aunque mantiene su acuerdo con Shaw en secreto.
Poco después, Shaw es herido en una batalla por Donald Pierce. Sus heridas le hacen incapaz de liderar el Club Fuego Infernal. Roberto se hace cargo como Señor Imperial. La x-man Sage, se queda a su lado para asegurarse de que Roberto no sea corrompido por el poder que ostenta.Tras los eventos del Día M, Cíclope pide se cierren todas las ramas de la X-Corporation para poder usar de manera más efectiva los recursos de los X-Men. En Endangered Species, Sebastian Shaw piensa reclamar su lugar y está enojado con Sunspot. 

### Young X-Men
Cíclope revela que Sunspot, que sigue siendo Señor Imperial del Club Fuego Infernal, pertenece a la más reciente encarnación de la Hermandad de Mutantes junto con Danielle Moonstar, Bola de Cañón y Magma.Sin embargo, mientras se enfrentan a miembros del nuevo grupo de X-Men de Cíclope (los Young X-Men o Jóvenes X-Men) junto con Bola de Cañón, se crea una confusión cuando Alud se refiere a la pertenencia de los dos mutantes en la Hermandad. Durante la batalla, Sunspot es herido de gravedad por Wolf Cub, quien corta su cara y estómago con sus garras.Se revela con el tiempo que Cíclope es en realidad Donald Pierce, el antiguo Rey Blanco del club, quien está posando como el líder de los X-men usando un inductor de imágenes. Las razones de Pierce para reclutar a estos «X-Men» son desconocidas, pero parece que su interés principal es eliminar al Señor Imperial y que creó la estratagema de que Sunspot y sus aliados habían creado una nueva Hermandad para convencer a los demás estudiantes de la Academia Xavier de que atacaran a sus antiguos maestros y aliados. Más tarde, los equipos se unen y derrotan a Pierce.
Sunspot deja luego el Club Fuego Infernal y se une a los X-Men en San Francisco, de acuerdo con Sebastian Shaw, quien busca un reemplazo. Cíclope les pide luego a Sunspot y a Danielle Moonstar que le ayuden a entrenar a los Jóvenes X-Men, y ambos aceptan.

### Regreso de los Nuevos Mutantes
Mientras estaban en una misión en Colorado, Karma y Moonstar se enfrentan a un nuevo enemigo. Bala de Cañón recluta a Sunspot, Magma y Magik y juntos combaten a este nuevo enemígo, que no es otro sino Legion. Al final del combate, Sunspot queda gravemente herido por una de las personalidades de Legion.

### Utopía
Sunspot junto con Hellion, Lorelei Travis, Match, Meldt, Adam X, y Avalancha, planean y efectúan un motín juntos. Sunspot y sus compañeros son derrotados por Emma Frost y su equipo de X-Men oscuros.

## Poderes
Sunspot es un mutante que tiene la habilidad de absorber la energía del Sol y convertirla en energía física. Esta energía se manifiesta en forma de esferas de color negro (Plasma negro) que chisporrotean alrededor de su cuerpo. Con los experimentos realizados en su cuerpo por Gideon, Sunspot aprendió a volar y canalizar la energía en forma de explosiones de plasma.
PIROKINESIS: Puesto que sunspot absorbe la energía del sol, también es capaz de crear y controlar el fuego solar. Sunspot es inmune al fuego.

## Otras versiones

### Era de Apocalipsis
Sunspot forma parte de los X-ternals de Gambito, junto con Júbilo y Strong Guy.

### Ultimate Sunspot
Sunspot era un estudiante de la Academia del Mañana de Emma Frost. Originó una resistencia en Harlem contra Siniestro. Sunspot Ayuda a Kaos a liberar a Polaris, y por último fue asesinado en un ataque a la misma.

## En otros medios

### Televisión
- Un Sunspot adolescente aparece en varios episodios ("Growing Pains", "Retreat", "Mainstream", y "Callejón sin salida") de X-Men: Evolution con la voz de Mike Coleman. Esta versión es un miembro de los Nuevos Mutantes que vive en la Escuela de Xavier para Jóvenes Superdotados y tiene una rivalidad con Berzerker y un vínculo estrecho con Wolfsbane.
- Sunspot aparece en X-Men '97, con la voz de Gui Agustini.[43][44]Esta versión es un miembro recién reclutado de los X-Men, como lo fue Júbilo al comienzo de la serie original, y es guiado a través de la transición por ella, hasta que todo cambia cuando él y Rogue deciden irse y se unen a Magneto.

### Cine
- El nombre de Sunspot aparece en la lista de mutantes de Mystique en la película X-Men 2.
- Adan Canto lo interpreta en X-Men: días del futuro pasado (2014). Esta encarnación posee un aura de fuego solar, vuelo y fuerza impulsados por energía solar, y la capacidad de proyectar energía solar y explosiones de fuego. Al comienzo de la película, Sunspot intenta detener a los Centinelas para que Kitty Pryde / Shadowcat y Bishop cambien el pasado, pero un Centinela le hace un nudo en el cuello mientras está en su forma solar. Durante la batalla, un Centinela imita los poderes de Sunspot para adaptarse a las habilidades de Bobby Drake / Iceman, venciéndolo y matándolo. Sunspot lucha contra los Centinelas de nuevo para que Logan / Wolverine pudiera cambiar el pasado. Estos eventos se borran más adelante en la trama de la película, después del éxito de Wolverine en cambiar los eventos de décadas anteriores que condujeron a la creación de los Centinelas.
- Sunspot aparece en la película Los nuevos mutantes (2020), interpretado por Henry Zaga.[45][46][47][48] Accidentalmente quemó a su novia Juliana y así desarrolla el miedo de quemar accidentalmente a otros. Gana interés en Illyana Rasputin. Durante el clímax de la película, supera su miedo a luchar contra el Oso Demonio y ayuda en la batalla para derrotarlo.

### Videojuegos
- Aparece como carta jugable en el juego de cartas Marvel Snap
- Sunspot aparece como personaje jugable en Marvel Contest of Champions.[49]